# La Ferté-Milon
La Ferté-Milon là một xã ở tỉnh Aisne, vùng Hauts-de-France thuộc miền bắc nước Pháp.